# (1134) Kepler
(1134) Kepler – planetoida z grupy przecinających orbitę Marsa okrążająca Słońce w ciągu 4 lat i 145 dni w średniej odległości 2,68 au. Została odkryta 25 września 1929 roku w Landessternwarte Heidelberg-Königstuhl w Heidelbergu przez Maxa Wolfa. Nazwa planetoidy pochodzi od Jana Keplera (1571–1630), niemieckiego astronoma, odkrywcy praw Keplera. Przed nadaniem nazwy planetoida nosiła oznaczenie tymczasowe (1134) 1929 SA.